# Чёрный пёс (фильм)
«Чёрный пёс» — художественный фильм 1998 года о бывшем водителе грузовика, которым пытаются манипулировать для незаконной перевозки оружия.

## Сюжет
Агенты ФБР и АТО (Агентства по контролю за оборотом алкоголя, табака и оружия) Форд и Макларен преследуют грузовик, в котором перевозится незаконное оружие. Внезапно водитель заметил за собой слежку, но пытаясь уйти от погони, погиб, поэтому агенты не узнали имён отправителя и заказчика оружия.
Джек Круз, отсидевший 2 года в тюрьме за случайный наезд на человека, работает автомехаником у некоего мистера Катлера. Катлер, вспомнив, что Круз раньше работал водителем, предлагает ему перевезти груз из Атланты в Нью-Джерси. Он обещает ему вернуть водительские права и 10 000 долларов за работу, Джек с трудом соглашается. Было принято решение, что агенты Макларен и Форд продолжат работу вместе по делу о незаконных перевозках оружия. Вечером у Джека состоялся неприятный разговор с женой, из которого стало понятно, что их дом могут отобрать за долги по кредиту. Ночью ему приснился сон, в котором он управлял трейлером, и из леса на шоссе прямо на Джека бросился чёрный пёс. После этого Джек просыпается.
На следующее утро Джек приезжает в Атланту на автобазу, где его встречает отправитель груза и приятель Катлера Рэд. Далее он знакомится с Эрлом, Вэсом и Сони, которые поехали за ними на машине охраны. Фургон, который был загружен унитазами, изнутри охранял чёрный пёс Тинни.
Во время поездки на них дважды нападают люди Рэда и погибают. После первого нападения Круз решил изменить маршрут и заехал на весовую станцию, чтобы проверить вес груза, при осмотре груза полиция не заметила ничего подозрительного. После второго нападения Круз звонит Катлеру и заявляет, что выходит из игры. До этого Катлер с помощником захватили в заложники жену и дочь Джека. Выяснилось, что Вэс звонил Рэду и сообщал об их передвижениях, после этого Эрл и Сони связали его. В третьем нападении участвовал и сам Рэд, который убил Сони. Перед смертью Сони успел рассказать, что он из ФБР, затем Джек находит среди оружия радиопередатчик, с помощью которого ФБР следило за ними.
После третьего нападения Джек рассказал Эрлу с Вэсом легенду о чёрном псе. Вэс не захотел ехать дальше с Джеком и Эрлом и Круз попросил его, чтобы он позвонил тем агентам ФБР, которые ведут это дело, перед этим установил передатчик на грузовик, в котором Вэс решил отправиться дальше. С помощью передатчика агенты увидели, что грузовик отправился обратно на юг и был объявлен план «Перехват». Но это оказался не тот грузовик, а самый простой. Круз позвонил Вэсу, тот передал трубку агенту Макларену и они решили договориться о дальнейших действиях. Далее Джек звонит Катлеру и спрашивает, как его семья. Джек договаривается с Катлером об обмене семьи на оружие в порту и оба отправляются туда, туда же едет и полиция с ФБР. В порту завязывается перестрелка между силовиками и людьми Катлера, которые погибают, сам Катлер был арестован. Агенты ФБР с учётом показаний Джека и смягчающих обстоятельств пообещали сохранить его дом. Так же агенты дали задание Джеку перегнать конфискованный грузовик на полицейскую стоянку. Внезапно объявляется Рэд, который хочет отомстить Джеку. Завязывается погоня, Рэд не справляется с управлением, врезается в тепловоз и погибает. А Джек с женой, дочерью и чёрным псом Тинни отправляются на грузовике дальше…

## В главных ролях
- Патрик Суэйзи — Джек Круз
- Мит Лоуф — Рэд
- Рэнди Трэвис — Эрл
- Гэбриэл Кэссэус — Сони
- Грэм Бекел — Катлер
- Бренда Стронг — Мелани Круз
- Расти Де Уиз — Джуниор
- Брайан Винсент — Вэс
- Сирил О’Рейлли — Винс
- Чарльз Даттон — агент Аллен Форд
- Стивен Тоболовски — агент Макларен
- Лоррейн Туссен — Эвери